# John Crichton (5e comte Erne)
Pour les articles homonymes, voir Crichton.
John Henry George Crichton, 5e comte Erne, né le 22 novembre 1907 et tué à la guerre à Cassel le 23 mai 1940, est un militaire et noble britannique.

## Biographie
Le titre de comte Erne du château de Crom , de la pairie d'Irlande, date de la fin du XVIIIe siècle. John Crichton est le deuxième fils, et deuxième des trois enfants, de Henry William Crichton et Mary Cavendish Grosvenor (fille de Hugh Grosvenor, duc de Westminster). Son frère aîné meurt avant sa naissance, à l'âge de 6 jours. Son père, major dans le régiment des Royal Horse Guards, est tué au combat en octobre 1914, durant la Première Guerre mondiale. Le 2 décembre, son grand-père John Crichton (4e comte Erne) meurt à son tour et le jeune John Crichton, âgé de 7 ans, hérite des titres de noblesse de celui-ci : comte Erne, mais aussi baron Fermanagh de la pairie du Royaume-Uni, ce qui lui donne droit à un siège à la Chambre des lords à ses 21 ans,.

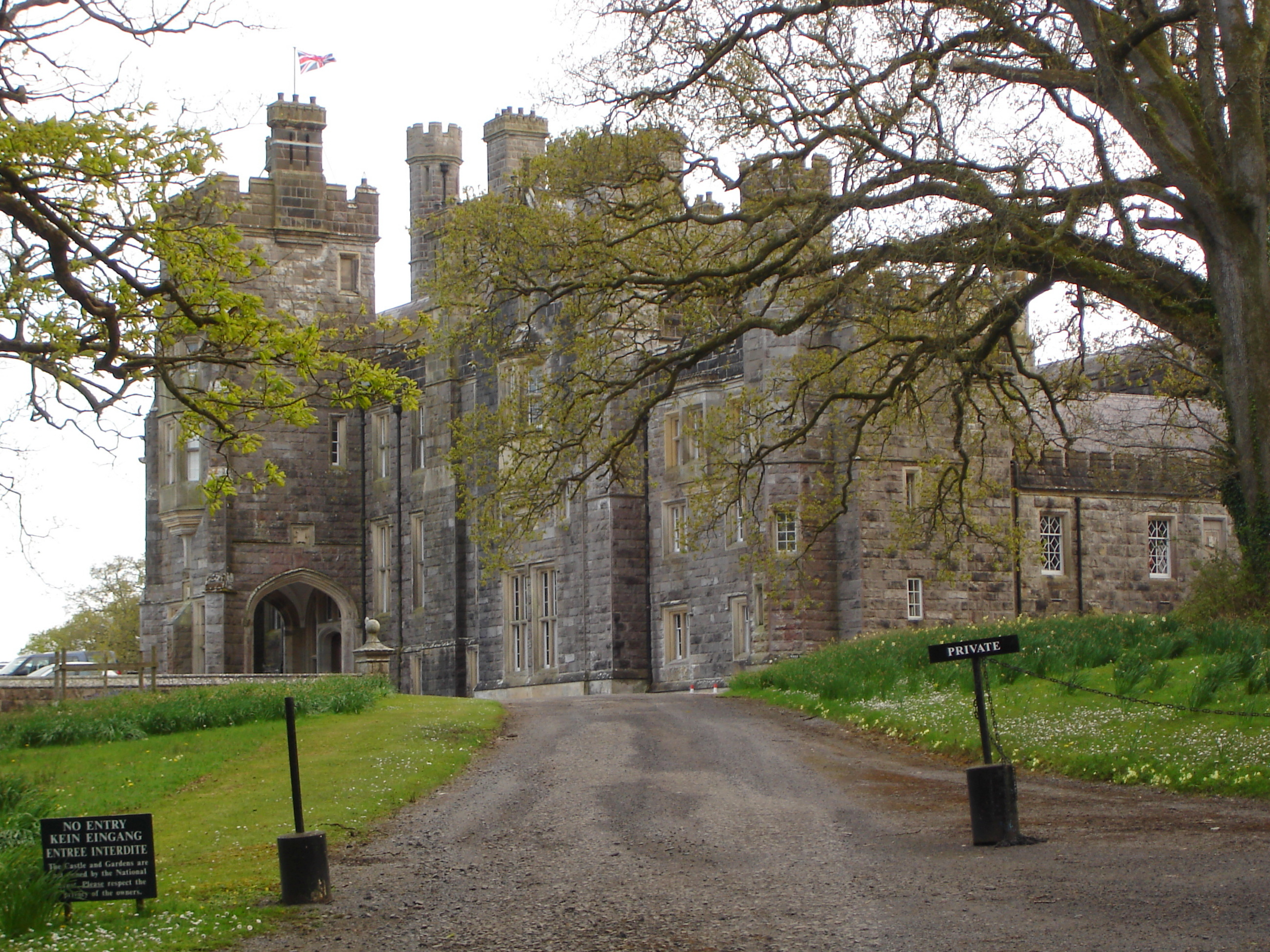
Le château de Crom dans le comté de Fermanagh en Irlande du Nord, propriété des comtes Erne.

De 1921 à 1924, le jeune comte est l'un des pages d'honneur (en) du roi George V. Formé ensuite au Royal Military College à Sandhurst, il intègre le régiment des Royal Horse Guards en 1927, et atteint le grade de lieutenant. Membre actif de la Chambre des lords, il est nommé l'un des whips du gouvernement de coalition des premiers ministers Stanley Baldwin puis Neville Chamberlain dans cette chambre, de 1936 à 1939,,.
À l'entame de la Seconde Guerre mondiale il est promu major et affecté au régiment North Irish Horse (en) du Corps royal blindé. Il est tué au combat le 23 mai 1940 à Cassel, en France, durant la bataille de Dunkerque et inhumé au cimetière communal de Wormhout. Il est ainsi l'un des cinquante-six parlementaires britanniques morts à la Seconde Guerre mondiale et commémorés par un vitrail au palais de Westminster. Son fils Henry, né en 1937, hérite de ses titres,,,.